# Hradišťko (ort i Tjeckien, lat 49,87, long 14,41)
Hradišťko är en ort i Tjeckien.   Den ligger i regionen Mellersta Böhmen, i den centrala delen av landet, 24 km söder om huvudstaden Prag. Hradišťko ligger 284 meter över havet och antalet invånare är 1 320.
Terrängen runt Hradišťko är platt åt sydväst, men åt nordost är den kuperad. Hradišťko ligger nere i en dal. Runt Hradišťko är det ganska tätbefolkat, med 90 invånare per kvadratkilometer. Närmaste större samhälle är Modřany, 15,9 km norr om Hradišťko. I omgivningarna runt Hradišťko växer i huvudsak blandskog.